# Erdstrahlenentstörgerät

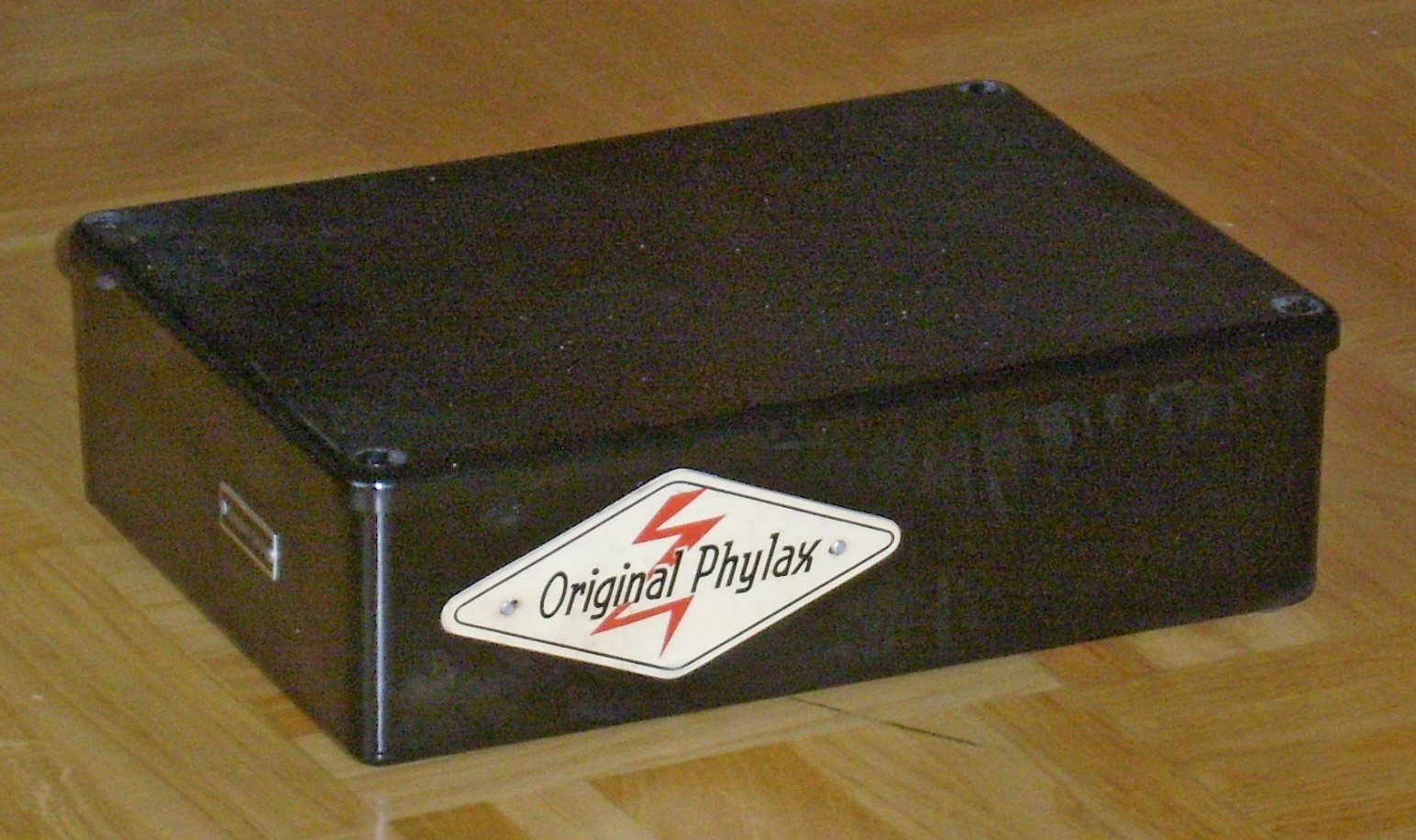
Erdstrahlenentstörgerät der 1970er-Jahre: Original Phylax

Als Erdstrahlenentstörgerät werden Geräte zur vorgeblichen Beseitigung von angeblich schädlichen Erdstrahlen bezeichnet. Besonders verbreitet waren sie zwischen den 1940er- und 1970er-Jahren. Auch im 21. Jahrhundert werden sie, zum Beispiel über das Internet, vertrieben.

## Behaupteter Nutzen
Seit der Existenz von Wünschelruten haben sich Menschen mit der Gefährlichkeit von Strahlen für den menschlichen Körper auseinandergesetzt. Die Radiästhesie befasst sich mit sogenannten Erdstrahlen, die dem menschlichen Körper angeblich schaden. Diese Erdstrahlen werden vorgeblich von Wünschelrutengängern ausfindig gemacht. Den Betroffenen in der Nähe einer vermeintlichen Erdstrahlenquelle wird empfohlen, diese mit Hilfe eines Erdstrahlenentstörgerätes zu neutralisieren oder sie in die Erde abzuleiten.

## Aufbau

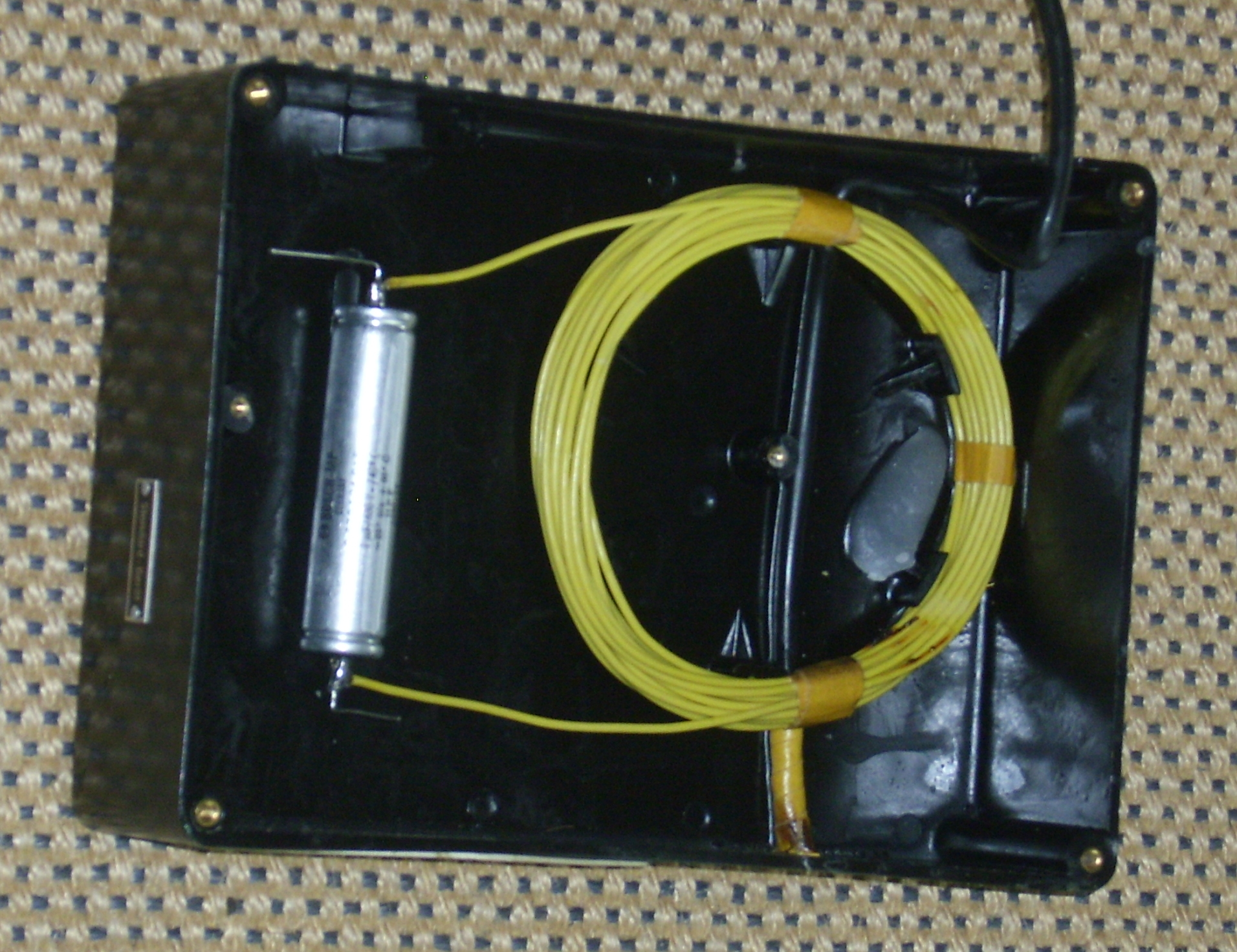
Geöffnetes Erdstrahlenentstörgerät. Besonders gut zu sehen: Die Zuleitung läuft ins Leere.

Der Aufbau eines Erdstrahlenentstörgerätes ist sehr einfach: In einem Plastikgehäuse befindet sich ein Parallelschwingkreis, bestehend aus einer Spule und einem Kondensator. Dieser soll die Erdstrahlen, ähnlich wie eine Radioantenne die Rundfunksignale, auffangen. Durch Induktion sollen die gebündelten Erdstrahlen dann in den Schutzleiter der an einer Steckdose angeschlossenen Zuleitung übergeleitet werden und in die Erde abfließen.
Aufbau und Form von Erdstrahlenentstörgeräten variieren etwas in Form und Aussehen, sind aber in der Grundstruktur gleich. Eine Gemeinsamkeit fast aller Geräte ist, dass sie meist zugeschraubt und die Schrauben gegen Öffnen gesichert sind. Das Innere ist häufig mit Wachs ausgegossen.

## Wirkung
Die Existenz schädlicher Erdstrahlen, die von Wasseradern oder Bodenschätzen verursacht werden, ist von der Wissenschaft nicht bestätigt. Entsprechend dürften technische Geräte zur Beseitigung von etwas nicht Vorhandenem wirkungslos sein. Außerdem dürften die Erdstrahlenentstörgeräte die einzigen Geräte sein, die werksmäßig mit einer Anschlussleitung für die Steckdose ausgestattet, im Inneren aber, abgesehen vom Schutzleiter, nicht an diese angeschlossen sind. Damit ist ein Erdstrahlenentstörgerät ein passives elektrisches Gerät, das keinen Strom verbraucht.